# Björn Ulvaeus
Björn Ulvaeus (Göteborg, 25 d'abril de 1945) és un músic i compositor suec, conegut com un dels quatre components del grup ABBA. També ha estat co-compositor de diversos musicals com Chess, Kristina från Duvemåla i Mamma Mia! i recentment ha coproduït la pel·lícula Mamma Mia! juntament amb el seu amic i també ex-membre d'ABBA Benny Andersson.
Abans de formar ABBA, en Björn formava part d'un grup de folk anomenat The Hootenanny Singers. Durant un tour pel sud de Suècia l'any 1966, el seu grup es va trobar amb un altre anomenat The Hep Stars, i de seguida es va fer molt amic del teclista d'aquests, en Benny Andersson. Els dos tenien papers semblants als seus grups (eren els principals compositors i lletristes) i aviat van començar a compondre junts.
El març de l'any 1969 en Björn va conèixer en un programa de televisió a l'Agnetha Fältskog, que aleshores només comptava 18 anys però que ja era coneguda a Suècia per algunes de les cançons que havia escrit. Es van casar dos anys després, el 1971.
Tot i continuar tocant i component amb els Hootenanny Singers, aviat formà també un duet amb en Benny. I més endavant, formaren el grup ABBA amb les seves respectives parelles (de fet, el nom d'ABBA sorgeix d'agafar les inicials dels noms de tots quatre: Agnetha Fältskog, Björn Ulvaeus, Benny Andersson i Anni-Frid Lyngstad) que al principi també continuaren amb la seva carrera en solitari combinant-la amb ABBA. Aviat ABBA tingué un gran èxit i arran del festival d'eurovisió de 1974 es donaren a conèixer arreu del món. El grup es va dissoldre definitivament l'any 1982.

## Vida personal
Amb l'Agnetha Fältskog va estar casat des del 1971 fins al 1980, i tingueren dos fills: la Linda (nascuda el 1973) i en Christian (nascut el 1977). Tots dos varen decidir que el seu divorci no afectaria la seva feina amb ABBA.
Posteriorment es va casar amb la Lena Kallersjö, amb qui viu actualment, i han tingut també dos fills: l'Emma (nascuda el 1982) i Anna (el 1986).
En Björn és també membre de l'organització sueca Humanisterna, que pertany a la Unió Ètica i Humanista internacional, i fou guardonat el 2006 amb el premi anual d'aquesta organització.